# Дем'янчук Степан Якимович
Дем'янчук Степан Якимович (30 грудня 1925, с. Орепи, нині Житомирська область — 15 вересня 2000, Рівне) — педагог, науковець. Доктор педагогічних наук, професор. Дійсний член Міжнародної академії педагогічних і соціальних наук. Засновник і організатор Міжнародного економіко-гуманітарного університету імені академіка Степана Дем'янчука в Рівному.

## Життєпис
Народився в селянській родині. Був учасником Другої світової війни. У повоєнні роки освіту здобував заочно. Працював вчителем у сільських школах на Житомирщині. У 1956 році закінчив Житомирський педагогічний інститут.
У 1966—1997 роках викладав у Рівненському державному педагогічному інституті, пройшов усі сходинки професійного зростання — від простого викладача до доктора наук, професора кафедри педагогіки і психології. 1972—1977 роках — декан педагогічного факультету.
У 1978 році захистив докторську дисертацію з педагогіки. Наукові дослідження: ідейно-політичне виховання старшокласників у позакласній роботі, трудове виховання учнів, профорієнтація школярів, виховання на ідеях миру в навчально-виховному процесі школи і вищого навчального закладу.
У 1993 році за ініціативою С. Дем'янчука створюється перший приватний вищий навчальний заклад на Рівненщині — Міжнародний університет «Рівненський економіко-гуманітарний інститут» (тепер Міжнародний економіко-гуманітарний університет імені академіка Степана Дем'янчука). Виш одержав дозвіл Міністерства освіти України на здійснення освітньої діяльності.
Степан Дем'янчук — автор 27 монографій, понад 300 наукових статей з проблем освіти й виховання. Його праці публікувались в українських і зарубіжних фахових виданнях. Був дійсним членом Міжнародної академії педагогічних і соціальних наук.

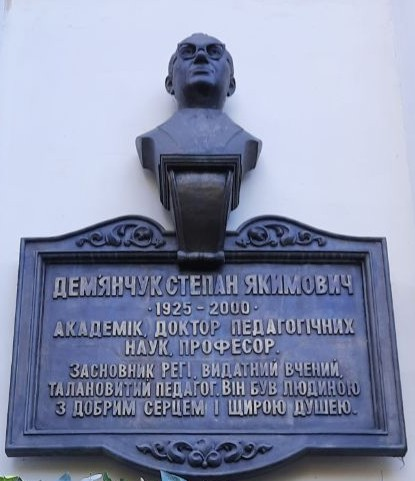
Меморіальна дошка Степану Дем'янчуку
на головному корпусі МЕГУ у Рівному

Мав багато бойових і трудових відзнак. Похований у Рівному.

## Наукова школа
- Виховав не одне покоління вчених. Під науковим керівництвом Степана Дем'янчука захистили дисертації 2 доктори і 28 кандидатів наук[3].
- Створив лабораторію «Виховання учнівської молоді на ідеях миру в навчально-виховному процесі школи і вузу»[3].
- Заснував перший в Україні Музей миру[3].

## Вшанування пам'яті
- 2002 р. — Міжнародному економіко-гуманітарному університету присвоєно ім'я Степана Дем'янчука.
- 2003 р. — на фасаді головного корпусу МЕГУ С. Дем'янчуку була встановлена меморіальна дошка-барельєф[5].
- Ім'ям Степана Дем'янчука названо вулицю у Рівному, де знаходиться МЕГУ[6].